# 索爾茲伯里米爾斯 (紐約州)
索爾茲伯里米爾斯（英語：Salisbury Mills）是位於美國紐約州奧蘭治縣的普查規定居民點。

## 人口
根據2020年美國人口普查的數據，索爾茲伯里米爾斯的面積為1.30平方千米，當中陸地面積為1.29平方千米，而水域面積為0.01平方千米。當地共有人口580人，而人口密度為每平方千米446.15人。